# Сен-Жюст-Ибар
Сен-Жюст-Иба́р (фр. Saint-Just-Ibarre) — коммуна во Франции, находится в регионе Аквитания. Департамент — Атлантические Пиренеи. Входит в состав кантона Пеи-де-Бидаш, Амикюз и Остибар. Округ коммуны — Байонна.
Код INSEE коммуны — 64487.

## География

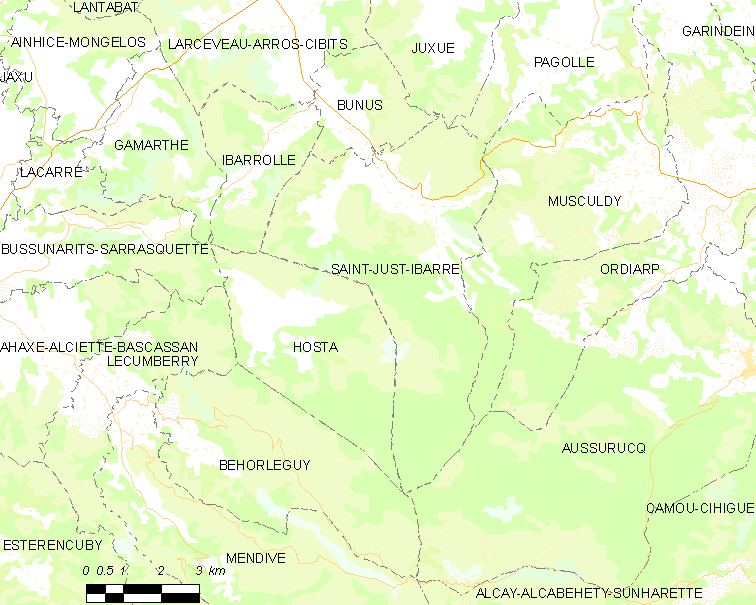
Карта коммуны

Коммуна расположена приблизительно в 690 км к юго-западу от Парижа, в 190 км южнее Бордо, в 60 км к западу от По.
На севере коммуны протекает река Бидуз.

## Климат
Климат тёплый океанический. Зима мягкая, средняя температура января — от +5°С до +13°С, температуры ниже −10 °C бывают редко. Снег выпадает около 15 дней в году с ноября по апрель. Максимальная температура летом порядка 20-30 °C, выше 35 °C бывает очень редко. Количество осадков высокое, порядка 1100 мм в год. Характерна безветренная погода, сильные ветры очень редки.

## Население
Население коммуны на 2010 год составляло 244 человека.
| 1962 | 1968 | 1975 | 1982 | 1990 | 1999 | 2010 |
| ---- | ---- | ---- | ---- | ---- | ---- | ---- |
| 400  | 404  | 374  | 304  | 292  | 255  | 244  |

## Администрация
| Период | Период | Фамилия        | Партия | Примечания |
| ------ | ------ | -------------- | ------ | ---------- |
| 1995   | 2008   | Антуан Кабан   |        | инженер    |
| 2008   | 2014   | Жан-Пьер Виньо |        |            |
| 2014   | 2020   | Андре Ларральд |        |            |

## Экономика
В 2010 году среди 143 человек трудоспособного возраста (15-64 лет) 115 были экономически активными, 28 — неактивными (показатель активности — 80,4 %, в 1999 году было 76,7 %). Из 115 активных жителей работали 110 человек (65 мужчин и 45 женщин), безработных было 5 (1 мужчина и 4 женщины). Среди 28 неактивных 9 человек были учениками или студентами, 15 — пенсионерами, 4 были неактивными по другим причинам.

## Достопримечательности
- Часовня Св. Иакова (XVIII век). Исторический памятник с 1993 года[4]
- Часовня Успения Божьей Матери (XV век)[5]
- Церковь Свв. Юстуса и Пастора (1751 год)[6]

## Фотогалерея

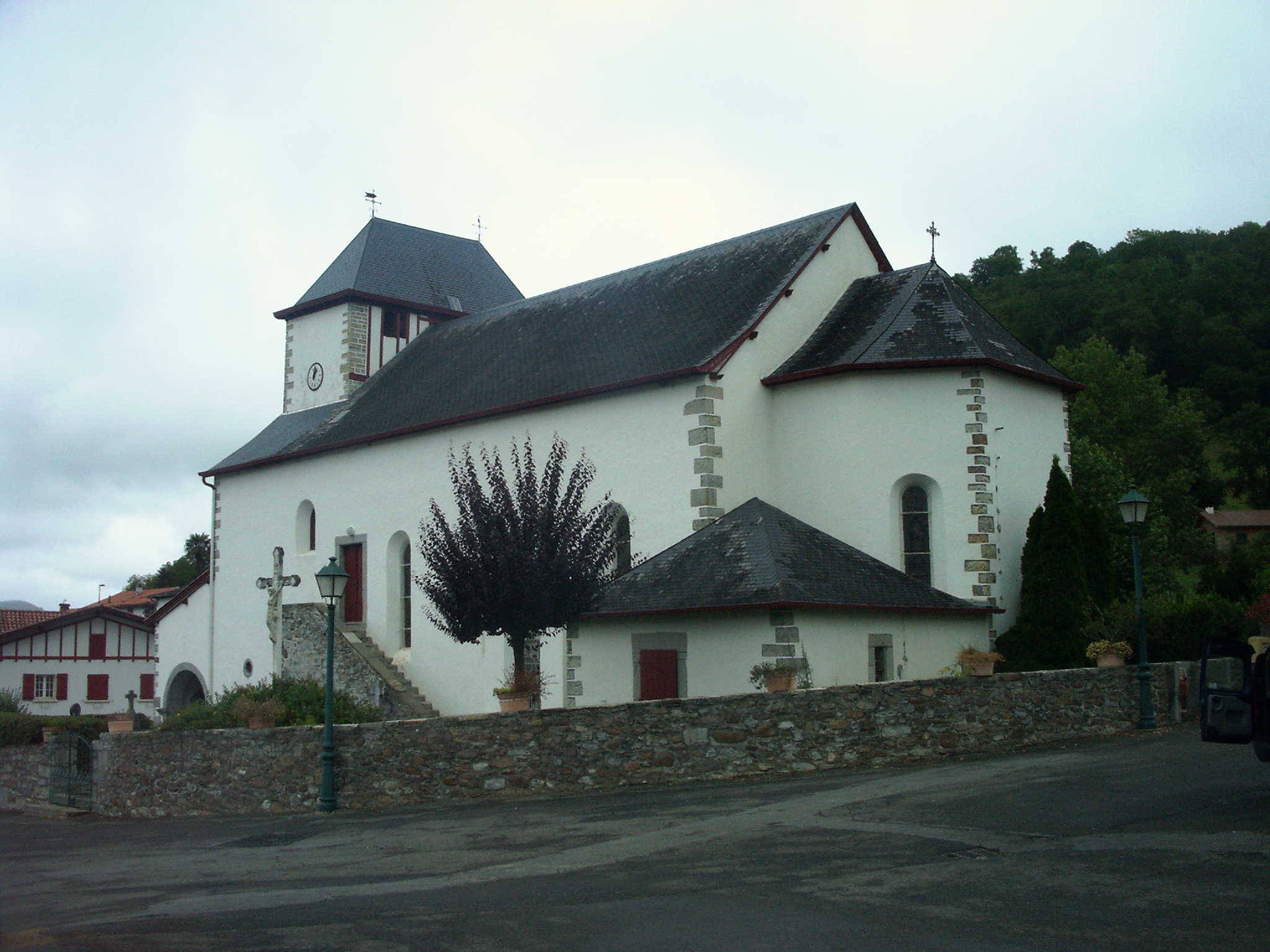
Церковь Свв. Юстуса и Пастора
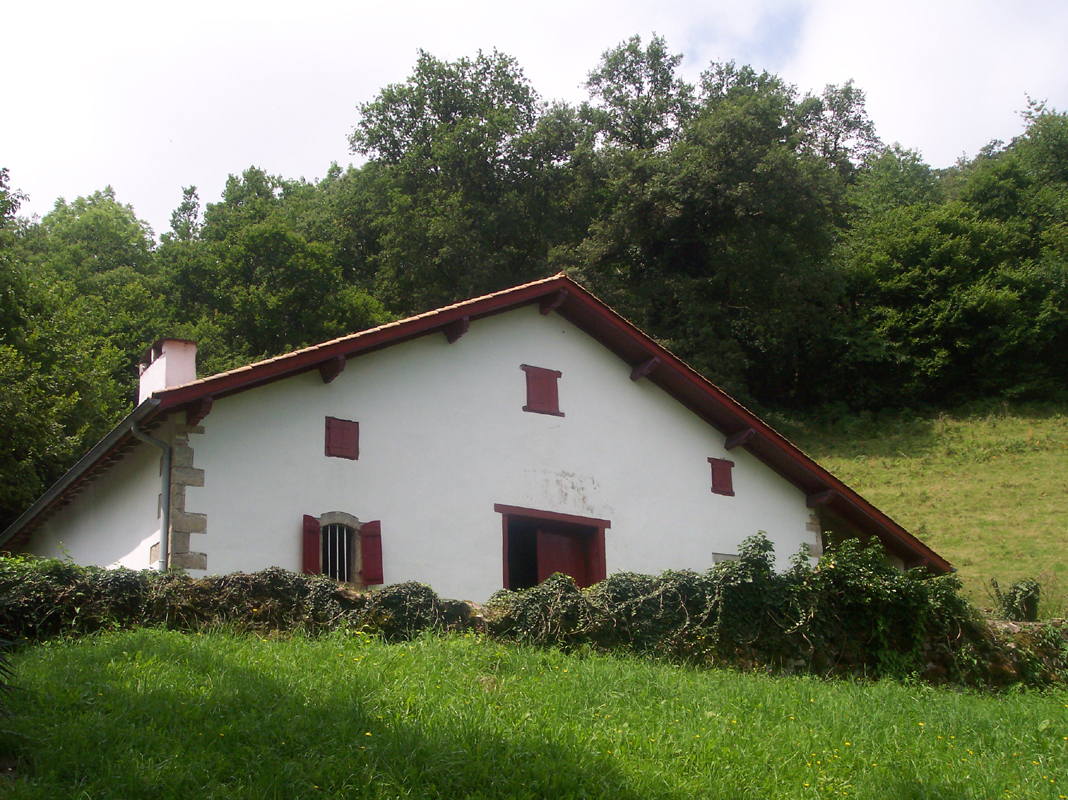
Дом
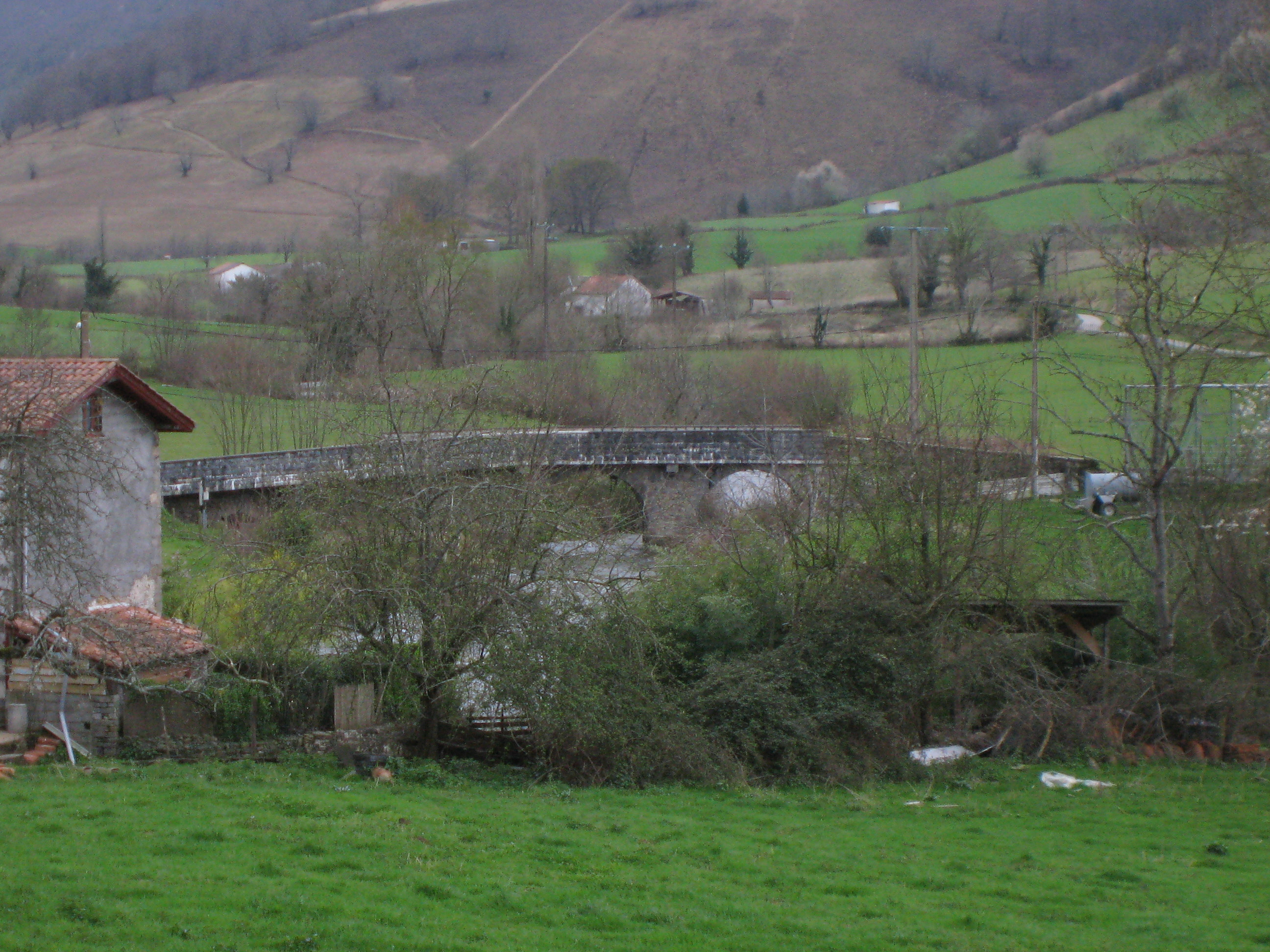
Мост